# Harlem Shake

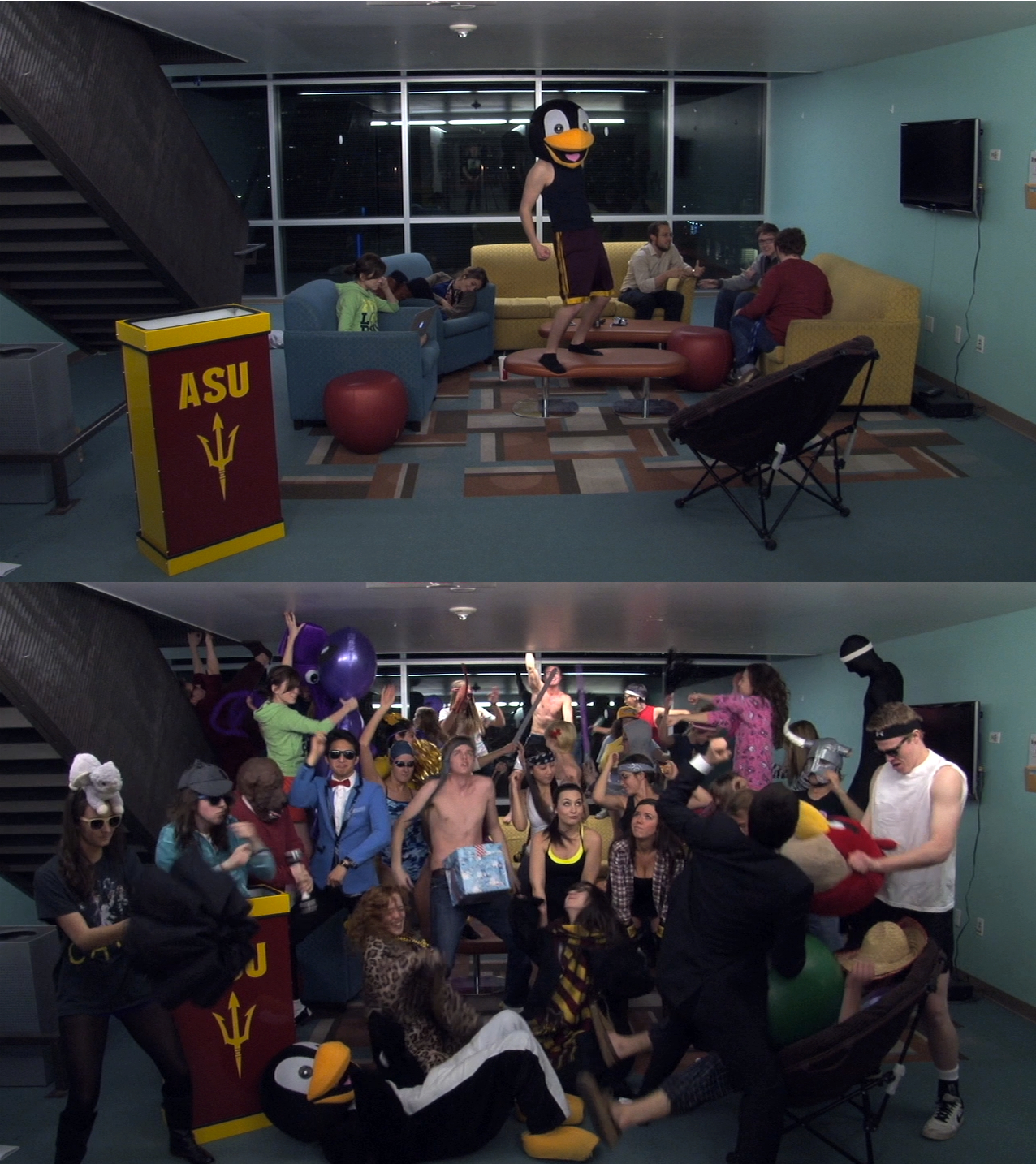
Imatges d'un vídeo Harlem Shake, que mostra el salt característic estàtic d'una ballarina a una festa salvatge després del drop.

El "Harlem Shake" és un fenomen d'Internet basat en vídeos virals que va començar a guanyar fama a finals de gener de 2013, després del llançament d'un vídeo al YouTube pel blogger còmic Filthy Frank. El vídeo original va ser publicat el 30 de gener de 2013 i contenia un recull còmic. A partir d'ell es va elaborar el posterior vídeo amb el gag original ampliat. El vídeo definitiu amb el format actual es va originar a Queensland, Austràlia després que cinc adolescents australians coneguts com ' The Sunny Coast Skate 'creessin el vídeo, The Harlem Shake v1 (TSCS original), es va fer viral a Youtube.

## Característiques
En els vídeos es reprodueix el tema Harlem Shake, una composició de música electrònica obra dels productors Dj Baauer & Jeo Art, que utilitza modificacions de la veu de l'ex cantant de Reggaeton Héctor el Father (en la frase "amb els terroristes") i de Plastic Little (en la frase "then do the Harlem shake"). Els vídeos van acompanyats d'un particular ball, que no s'ha de confondre amb el ball original Harlem Shake. Normalment, cada vídeo comença amb una persona, sovint emmascarada, ballant el tema en solitari durant 15 segons, envoltat per altres persones que no presten atenció. Amb el canvi de ritme hi ha un tall i sobtadament tota la multitud balla durant altres 15 segons, fent moviments estrambòtics sovint lleugers de roba o en indumentàries o disfresses absurdes i portant accessoris estranys.
L'èxit del vídeo s'atribueix a la ruptura present i a la seva curta durada. El fenomen s'ha estès a causa del gran nombre de gent imitant i publicant vídeos similars. En els primers nou dies del fenomen més d'11.000 versions del meme van ser pujades a YouTube, obtenint més de 44 milions de visionats, amb una mitjana de 4.000 noves variants per dia més o menys.